# Lawrence megye (Missouri)
Lawrence megye az Amerikai Egyesült Államokban, azon belül Missouri államban található. Megyeszékhelye Mount Vernon, legnagyobb városa Aurora. Lakosainak száma 38 001 fő (2020. április 1.). Lawrence megye Dade, Barry, Greene, Stone, Christian, Jasper és Newton megyékkel határos.

## Népesség
A megye népességének változása:
| Lakosok száma | 38 583 | 38 555 | 38 465 | 38 185 | 38 180 | 38 001 |
|               | 2010   | 2011   | 2012   | 2013   | 2015   | 2020   |